# NGC 1072
NGC 1072 is een balkspiraalstelsel in het sterrenbeeld Walvis. Het hemelobject werd op 20 december 1881 ontdekt door de Franse astronoom Édouard Jean-Marie Stephan.

## Synoniemen
- IC 1837
- PGC 10315
- IRAS02409+0005
- UGC 2208
- ZWG 388.103
- MCG 0-7-88
- ZWG 389.1
- KUG 0240+000